# Albert Stenbock
Albert Gustaf Hugo Stenbock, född 7 september 1899, död 26 januari 1947 i flygolyckan vid Kastrup, var en svensk greve, hovjägmästare och fideikommissarie.

## Biografi
Albert Stenbock tillhörde den yngre grenen av den grevliga ätten Stenbock och var det äldsta barnet till greve Albert Gustaf Otto Stenbock och Rose Mary Watters från Irland. Som äldste son blev han fideikommissarie till Sundby gods på Ornö i Stockholms södra skärgård vid faderns död 1904.
Efter läroverket blev Stenbock lantbrukselev vid Kelmcott i Oxfordshire och vid Newton i Northumberland. Därefter företog han en klassisk peregrinationsresa genom Europa. Han slog sig sedan ner på fideikommisset, där han drev ett sågverk och bedrev lant- och skogsbruk. Han var lokalt politiskt aktiv som kommunstämmans ordförande och ledamot av kommunala nämnder, var brandfogde, vice ordförande i Ornö Röda korskrets, och befälhavare i områdets hemvärn.
Stenbock var riddare av Nordstjärneorden, Vasaorden och Johanniterorden samt mottagare av arméns skyttemedalj.
Från 1924 var han gift med Carin Pettersson (1902–1998) från Bjälbo i Östergötland.

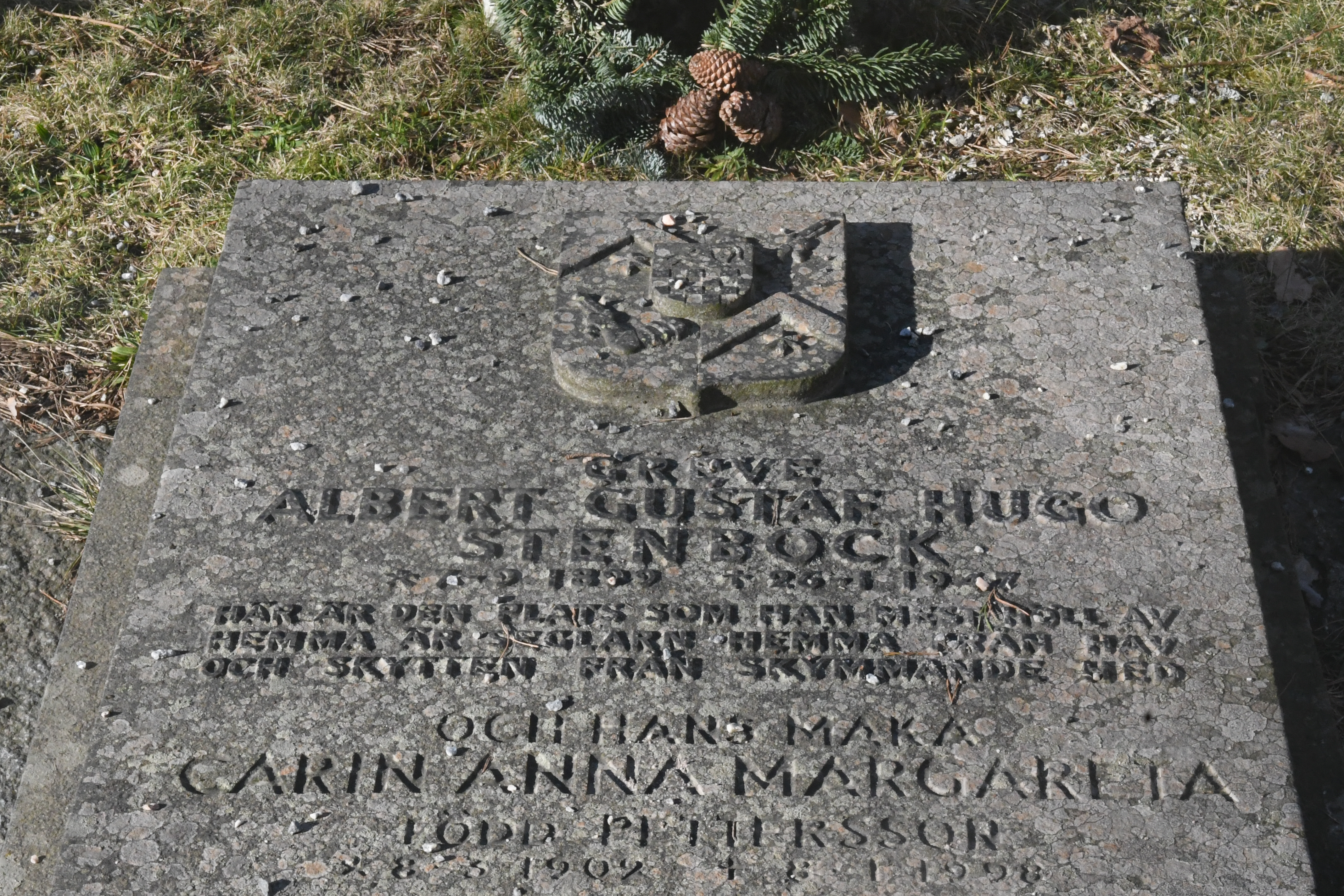
Gravvård Ornö kyrkogård

Stenbock var arvprins Gustaf Adolfs adjutant och omkom  den 26 januari 1947 i samma flygolycka vid Kastrup som prinsen. Makarna Stenbock är begravda på Ornö kyrkogård.